# Giulio Curioni
Giulio Curioni  (* 17. Mai 1796 in Mailand; † 21. September 1878) war ein italienischer Geologe und Paläontologe.

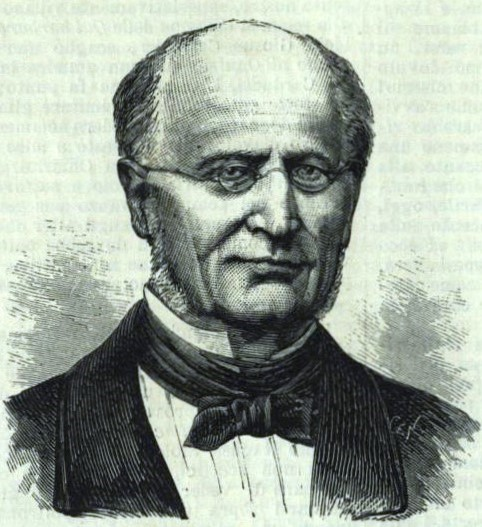
Giulio Curioni

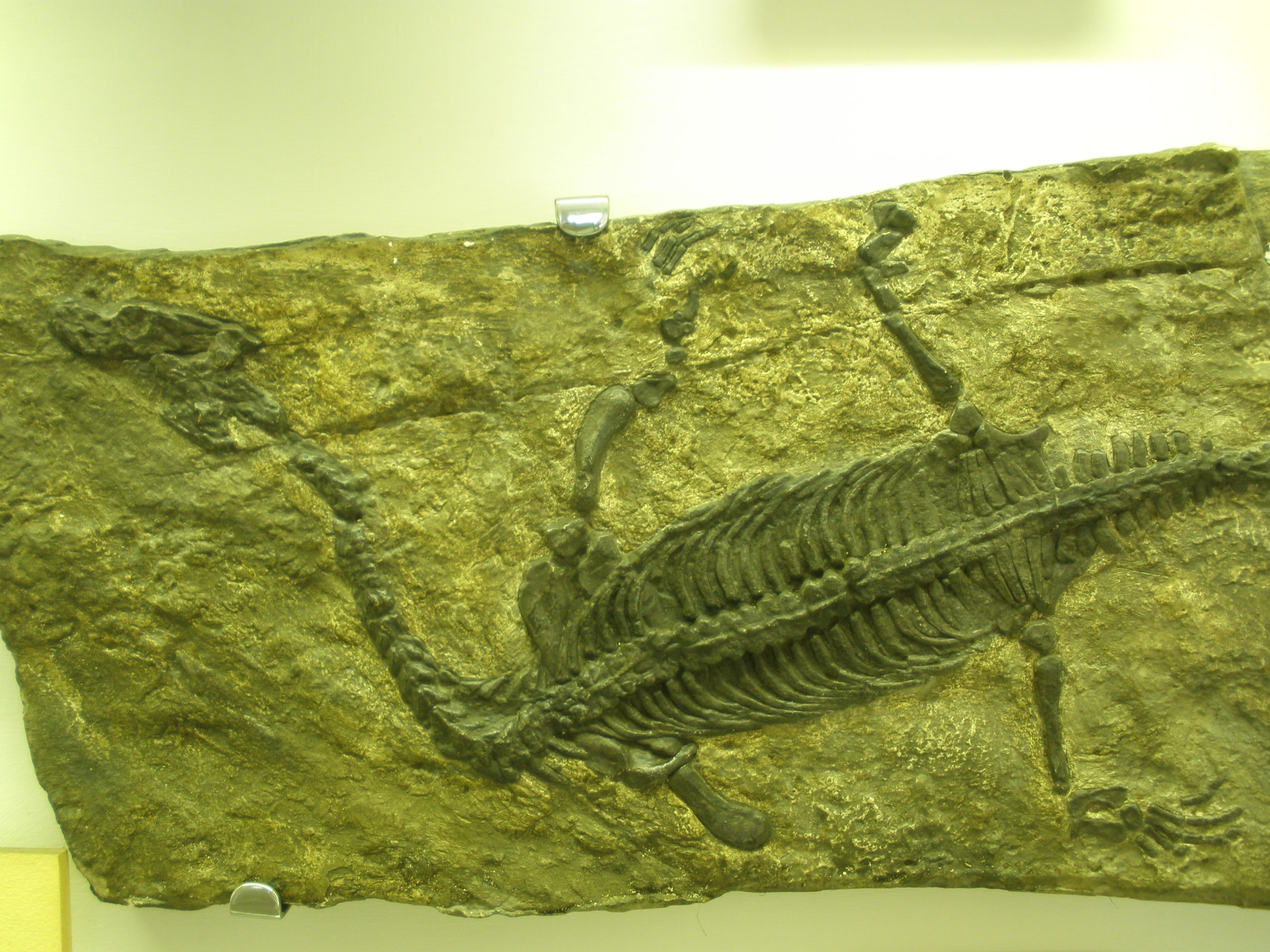
Lariosaurus balsami, Naturgeschichtsmuseum Verona, erstbeschrieben von Curioni

## Leben
Curioni stammte aus adliger Mailänder Familie und studierte an der Universität Pavia Jura mit dem Laurea-Abschluss 1815. Dabei interessierte er sich aber zunehmend für Naturwissenschaften und speziell Geologie. Widerwillig begann er eine Karriere in der Verwaltung in Como und war froh, dort den Posten eines Inspektors für Pulver und Nitrate zu erhalten, was ihm ermöglichte in den Alpen nach Mineralien zu suchen. Er untersuchte die Vorkommen verschiedener Bodenschätze wie des Eisenminerals Siderit im Val Camonica und anderen Orten Oberitaliens. Im Lauf der Zeit wurde er so einer der besten geologischen Kenner der Lombardischen Alpen. Viele seiner Veröffentlichungen betrafen mögliche Bodenschätze in der Lombardei (Eisen, Braunkohle, Zement, Marmor, Ölschiefer, Torf).
Er war Sekretär des Istituto Lombardo, war am Museo Civico di Storia Naturale di Milano und nach der Vereinigung Italiens im obersten Bergbaurat und nationalen geologischen Komitee Italiens.
Als Geologe war Curioni ein Pionier der Stratigraphie in Italien und untersuchte besonders die Trias-Formationen in der Lombardei, die er dort systematisch nachwies. Vor seinen Untersuchungen herrschte die Meinung, unter anderem vertreten vom großen französischen Geologen Elie de Beaumont, dass die ältesten Formationen dort aus dem Jura waren. 1865 entdeckte er sogar Karbon-Vorkommen im Val Camonica. Ein weiterer Streit entspann sich um die Frage, ob in der Po-Ebene Anzeichen einer früheren Vergletscherung zu finden waren. Curioni lieferte dafür Belege, die von Studer bestätigt wurden. 1877 erschien seine zweibändige Monographie über die (angewandte) Geologie der Lombardei.
Curioni war einer der Gründer der Società Italiana di Scienze Naturali und einer der Ersten, der auf die Fischfossilien am Monte San Giorgio (Besano auf der italienischen Seite) aufmerksam machte. Er erstbeschrieb Lariosaurus balsami Curioni 1847, den er zu Ehren von Giuseppe Gabriel Balsamo-Crivelli benannte.
Er war Kommandeur des Ordens von St. Maurizius und Lazzarus und Großoffiziers des Ordens der Krone von Italien.
Seine geologischen Sammlungen stiftete er dem Museum des Geologischen Komitees in Rom und Museen in der Lombardei.
Nach ihm benannt wurde der Ammonit Eoprotrachyceras curionii (Mojsisovics, 1882), Lariosaurus curionii (Rieppel, 1998) und Saurichthys curionii (Rieppel, 1985).

## Schriften
- Buntsandsteinfossilien in den Bergamasker Gebirgen, Ber. ü. d. Mittglied von Freunden der Naturwiss., Band 6, 1849, S. 1–20
- Appendice alla memoria sulla successione normale dei diversi membri del terreno Triassico della Lombardia, in Mem. d. Imperial Regio Istituto Lombardo di Scienze e Lettere, Serie 2, Band 7, 1859, S. 121–139
- Sulla industria del ferro in Lombardia, Mailand 1860
- Geologia applicata delle provincie lombarde, 2 Bände, Mailand 1877.